# Relações entre Coreia do Norte e Estados Unidos
As Relações entre Coreia do Norte e Estados Unidos são as relações entre a República Democrática Popular da Coreia e os Estados Unidos da América.

## História

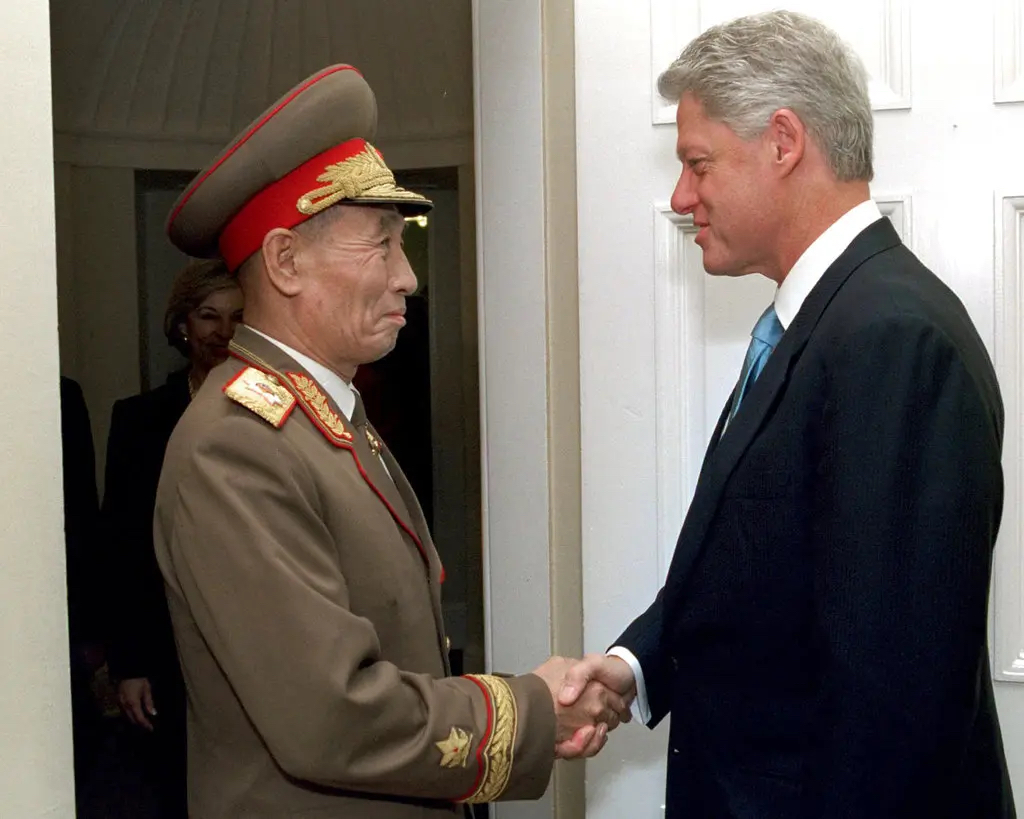
O então presidente dos Estados Unidos, Bill Clinton (dir.), cumprimentando o vice-marechal e diretor de assuntos políticos do Exército Popular da Coreia, Jo Myong-rok (esq.), durante um encontro realizado na Casa Branca em 2000.

A Coreia do Norte é o "adversário mais antigo" dos Estados Unidos. Os norte-americanos ajudaram a dividir a península coreana no fim da Segunda Guerra Mundial, e então travaram uma guerra contra a Coreia do Norte na década de 1950.[parcial?] Eles também vem mantendo sanções econômicas contra Pyongyang por quase 50 anos. Na era pós-Guerra Fria, o Pentágono inflou a ameaça norte-coreana, a fim de racionalizar o seu desejo de possuir um sistema de defesa antimísseis, para justificar a capacidade de combater duas guerras simultaneamente, e para explicar a necessidade de manter 37.000 soldados na Coreia do Sul (e 100.000 soldados na Ásia em geral).[parcial?]
As relações entre os dois países se agravaram no início de 1990, quando a Coreia do Norte expandiu o seu programa nuclear e os Estados Unidos consideraram bombardear as instalações suspeitas de desenvolvimento de armas de destruição em massa. Em 1994, após Jimmy Carter reunir-se com o líder norte-coreano Kim Il Sung, os dois lados finalmente negociaram o caminho de volta do limiar da guerra. Um acordo aprovado, exigia que a Coreia do Norte congelasse o seu programa nuclear em troca de carregamentos pesados de óleo combustível dos Estados Unidos e dois reatores nucleares de água leve a serem construídos por um consórcio internacional financiado, em grande parte, pelo Japão e a Coreia do Sul. Como parte deste acordo, os Estados Unidos e a Coreia do Norte se comprometeram a avançar em direção à plena normalização das relações diplomáticas. O que foi sucedido por seu filho Kim Jong-un. De acordo com a embaixada americana em Pequim, os contatos foram iniciados entre as delegações lideradas pelo vice-ministro das relações exteriores norte-coreano, Kim Kye-gwan, e o enviado especial norte-americano para a Coreia do Norte, Glyn Davies. O principal tema previsto na agenda é a desnuclearização na península coreana, embora Davies tenha assegurado que também trataria de outras questões, como a não-proliferação, os direitos humanos e também questões humanitárias.

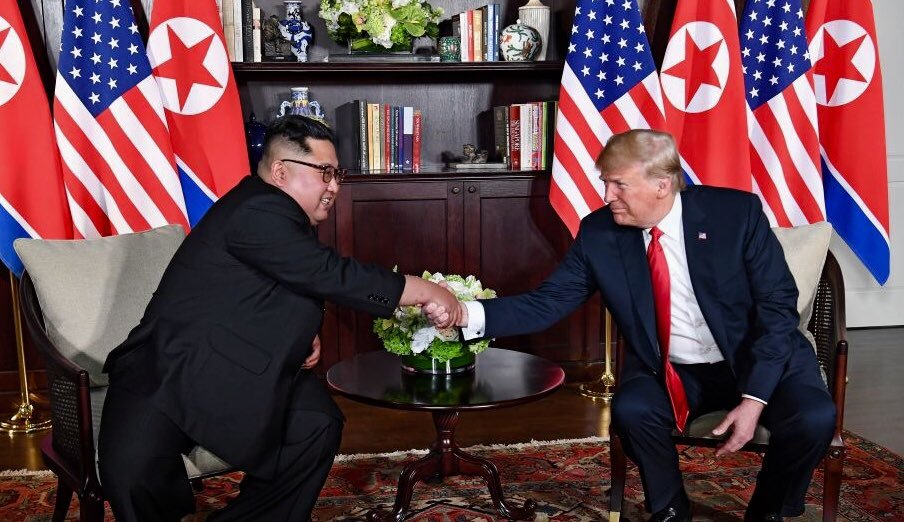
Kim Jong-un e Donald Trump se encontrando em 2018.

Segundo a agência de notícias KCNA, em 29 de fevereiro de 2012 o governo norte-coreano concordou em suspender o lançamento de mísseis de longo alcance, testes nucleares e o enriquecimento de urânio em sua principal plataforma em troca de um pacote de ajuda alimentar. A porta-voz do Departamento de Estado dos Estados Unidos, Victoria Nuland, disse que a Coreia do Norte vai permitir a entrada de inspetores da Agência Internacional de Energia Atômica para inspecionar e monitorar a desativação do reator de Yongbyon.
Em 2018, numa rodada inédita de negociações e reuniões diplomáticas, o então presidente dos Estados Unidos, Donald Trump, e o líder da Coreia do Norte, Kim Jong-un, se encontraram no Capella Resort, em Singapura, onde uma maior aproximação e possível desnuclearização foram debatidos. Contudo, as conversas não foram adiante e a relação entre os dois países voltou a estagnar logo em seguida.